# Lista de presidentes da Adigueia
O Chefe da República da Adigueia é o oficial federal, nomeado pelo presidente da Rússia, que atua como chefe de Estado da República da Adigueia, Rússia. Até maio de 2011, a posição era chamado de "presidente". Desde a queda da União Soviética, três pessoas serviram nesta posição desde a queda da União Soviética mas antes a republica começou com o nome de República Popular de Cubã que era subordinado aos opositores dos bolcheviques.

## Presidentes
| Nome                    | Imagem | Início do mandato | Fim do mandato |
| ----------------------- | ------ | ----------------- | -------------- |
| 1 Luka Bych             |        | 1917              | 1920           |
| 2 Shahan-Girei Hakurate |        | 1920              | 1935           |
| 3 vago                  |        | 1935              | 1990           |
| 4 Aslan Dzharimov       |        | 1990              | 2002           |
| 5 Hazret Sovmen         |        | 2002              | 2007           |
| 6 Aslan Tkhakushinov    |        | 2007              | presente       |